# راشد الراشد
راشد عبد العزيز الراشد ، ثالث رئيس في تاريخ نادي القادسية الكويتي.
و قد ترأس نادي القادسية الكويتي في موسم 1962/1963.
و قد كان من مؤسسي نادي القادسية الكويتي.